# Záskalí (Hodkovice nad Mohelkou)
Záskalí (německy Saskal) je severní částí Hodkovic nad Mohelkou rozprostírající se na úbočí vrchu Javorník (685 m) podél staré cesty z Hodkovic do Liberce. Záskalí se dělí na dvě části, Dolní a Horní. V obou zastavuje veřejná hromadná doprava. Na stoupající klikaté silnici, kolem které je Záskalí situováno, se každoročně pořádají závody do vrchu.

## Historie
První písemná zmínka o vesnici pochází z roku 1543.

## Pamětihodnosti
- Kaple svatého Jana Křtitele
- Kaple svatého Jana Nepomuckého
- Krucifix
- Kaplička svaté Anny
- Usedlosti če. 11 a 12